# Гожва Анастасія Володимирівна
Анастасíя Володи́мирівна Гóжва (нар. 5 грудня 2001, Київ, Україна) — українська фігуристка, що виступає в жіночому одиночному катанні. У сезоні 2015—16 рр. виграла як юніорський, так і дорослий Чемпіонат України з фігурного катання. Настя у 2016 році була занадто молодою, щоб виступати на міжнародних дорослих змаганнях, тому була направлена на Чемпіонат світу серед юніорів (Дебрецен, Угорщина). Вона кваліфікований для довільної програми, посівши 13-ту позицію у короткій програмі і посіла 17-ту позицію в цілому. У лютому 2017 року, вона виграла срібну медаль на Європейському юнацькому зимовому фестивалі 2017 року в Ерзурумі, Туреччина.
Станом на 28 грудня 2019 року Анастасія посідає 160-е місце в рейтингу Міжнародного союзу ковзанярів (ІСУ).

## Родина
Анастасія народилася 5 грудня 2001 року в Києві. Її сестра Дарина (Daria, на рік старша), також є фігуристкою, що виступає на змаганнях.

## Програми
| Сезон     | Коротка програма (Short program) | Довільна програма (Free skating)            |
| --------- | -------------------------------- | ------------------------------------------- |
| 2016–2017 | - Cha Cha Cha - Latin medley     | - Cats (з мюзиклу) автор Ендрю Ллойд Веббер |
| 2015–2016 | - Cha Cha Cha - Latin medley     | - Oriental medley                           |

## Спортивні досягнення

### Серед дорослих
| Чемпіонати Європи                  |    | 36 | 34 |  |    | 20 |
| Серія Челенджера: Golden Spin      |    |    |    |  |    | 10 |
| Серія Челенджера: Ondrej Nepela    | 14 |    |    |  |    |    |
| Серія Челенджера: Nebelhorn Trophy |    |    | 16 |  |    | 13 |
| Серія Челенджера: Warsaw Cup       |    |    |    |  | 19 |    |
| Budapest Trophy                    |    |    |    |  | 15 |    |
| Jégvirág Cup                       |    | 1  |    |  |    |    |
| Tallinn Trophy                     |    |    |    |  |    | 6  |
| Volvo Open Cup                     |    |    |    |  |    | 5  |
| Autumn Talents Cup                 |    |    |    |  | 2  |    |
| Універсіада                        |    |    |    |  |    | 8  |

### Серед юніорів
| Міжнародні юніорські змагання                | Міжнародні юніорські змагання | Міжнародні юніорські змагання | Міжнародні юніорські змагання |
| Змагання                                     | 2014–15                       | 2015–16                       | 2016–17                       |
| -------------------------------------------- | ----------------------------- | ----------------------------- | ----------------------------- |
| Чемпіонат світу серед юніорів                |                               | 17                            | 26                            |
| Юніорський етап Гран-прі у Німеччині         |                               |                               | 22                            |
| Юніорський етап Гран-прі у Латвії            |                               | 9                             |                               |
| Юніорський етап Гран-прі у Польщі            |                               | 14                            |                               |
| Юніорський етап Гран-прі у Словенії          |                               |                               | 14                            |
| Європейський юнацький олімпійський фестиваль |                               |                               | 2                             |
| Bavarian Open                                |                               | 3                             |                               |
| Tallinn Trophy                               |                               | 4                             |                               |

### Національні змагання
| Національні змагання            | Національні змагання | Національні змагання | Національні змагання | Національні змагання | Національні змагання | Національні змагання | Національні змагання | Національні змагання | Національні змагання |
| Змагання/ Сезон                 | 2014–15              | 2015–16              | 2016–17              | 2017–18              | 2018–19              | 2019–20              | 2020–21              | 2021–22              | 2022–23              |
| ------------------------------- | -------------------- | -------------------- | -------------------- | -------------------- | -------------------- | -------------------- | -------------------- | -------------------- | -------------------- |
| Чемпіонат України               |                      | 1                    | 2                    | 3                    | 4                    | 3                    | WD                   | 2                    | 1                    |
| Чемпіонат України серед юніорів | 2                    | 1                    | 3                    |                      |                      |                      |                      |                      |                      |